# Semiotică logică
Semiotica logică este o disciplină a metalogicii. Se bazează pe unul din cele trei moduri de cunoaștere a limbajului, anume pe modul semiotic de abordare a acestuia. Are ca obiect de cunoaștere în general orice limbaj considerat din punctul de vedere al construcției logice. Ca obiect special are limbajele teoriilor logice. În acest al doilea sens urmărește limbajul construcțiilor logice pure și limbajul construcțiilor logice aplicate.